# ХАДИ-3
ХАДИ-3, прозвище «карандаш» — миниатюрный скоростной автомобиль и первый из рекордных, созданных в лаборатории скоростных автомобилей Харьковского автомобильно-дорожного института. Построен в 1963 году.
Автор проекта автомобиля — дипломник Т. Утёмов. Руководитель лаборатории — известный советский автогонщик и конструктор Владимир Константинович Никитин.

## Характеристики
ХАДИ-3 принадлежит к классу 3 группы I.
На ХАДИ-3 был установлен одноцилиндровый серийный мотоциклетный двигатель ESO-500 мощностью всего 36 лошадиных сил.
Стеклопластиковый кузов имел весьма малое лобовое сопротивление и большое удлинение.
Из-за своих размеров машина была занесена в Книгу рекордов Гиннесса:
вес — 180 кг, ширина — 67 см, высота — 51 см, длина — 4 м.
Коробка передач ручная, четырёхступенчатая. Колёса по размерам как у детского самоката.

## Особенности конструкции
Самая высокая точка машины — головка двигателя. Гонщик фактически лежит во время заезда на спине.
В кузове не оставалось места для подвески колёс, и автор проекта принял революционное решение: автомобиль будет без подвески и без шин.
Каждое стеклопластиковое колесо состояло из двух половинок, скреплённых металлическими болтами. Упругие половинки, по мысли конструктора, имели форму глубоких тарелок и заменяли собой упругую подвеску.

## История
Расчётная скорость ХАДИ-3 составляла свыше 220 км/ч, но не была достигнута из-за того, что при рекордном заезде на соляном озере Баскунчак разлетелись из-за неудачной конструкции стеклопластиковые колёса. Автомобиль в этот момент вёл Никитин. Гонщик не пострадал.
За ночь перед следующим заездом Никитин выточил на токарном станке четыре тонких стальных колеса, но на них машина не смогла показать рекордного результата и едва превысила скорость 100 км/ч.
ХАДИ-3 принимал участие в рекордных заездах в 1963 году.